# Чарнолуский, Владимир Владимирович
Владимир Владимирович Чарнолуский (1894—1969) — советский этнограф, исследователь жизни и культуры российских саамов, художник.

## Биография
Владимир Владимирович Чарнолуский родился 1 июня (13 июня по новому стилю) 1894 года в Санкт-Петербурге в дворянской семье. Его отцом был Владимир Иванович Чарнолуский (1865—1941), деятель народного просвещения, автор многих книг, основатель и редактор издательства «Знание», а также журнала «Вестник народного образования». Мать, Екатерина Матвеевна Чарнолуская (урождённая Самуйленко), была разносторонним человеком, она увлекалась музыкой, изучала иностранные языки, была автором и издателем детских книг.
С 1906 по 1914 год Чарнолуский учился в Санкт-Петербургском коммерческом училище. После его окончания планировал поступить в Санкт-Петербургскую Академию Художеств, однако эти планы не осуществились в связи с начавшейся Первой мировой войной. Участвовал в войне сначала как доброволец (был санитаром, позже — начальником обоза по оказанию помощи раненым и их эвакуации в тыл), а с 1916 года, после призыва, — в составе действующей армии (начинал службу рядовым, затем был командиром взвода пулеметной роты). Демобилизован был уже после окончания войны, в 1918 году.

После демобилизации поступил в Петроградский Географический институт, который окончил в 1925 году. В качестве учёного-этнографа участвовал в Лопарской экспедиции Русского географического общества (1926), затем, будучи научным сотрудником Кольской экспедиции Академии наук СССР, участвовал в трёх экспедициях в восточную и северо-западную часть Кольского полуострова (1927—1928).
«Я жил среди саамов, в их погостах и на кочевках, от четырех до шести месяцев ежегодно. Я не ограничивался только академической работой, но вместе с оленеводами уезжал в стада и по возможности помогал саамам в их работе, сближаясь с ними все более  и более. Осенью 1927 года я принял участие в очень тяжелой поездке в тундру, на ловлю оленей, отпущенных весной на вольные пастбища. Благодаря этой поездке мне удалось записать весьма интересные сказки. Немало вечеров зимою и осенью проходило за рассказами о старине, за сказками и воспоминаниями».
Он собрал огромный материал, содержащий массу интересных, неизвестных до того времени сведений о хозяйстве, культуре и быте саамов восточных районов Кольского полуострова, весь жизненный уклад которых подчинялся потребностям их основных хозяйственных занятий (оленеводства, рыболовства, охоты). За время экспедиций Владимир Владимирович практически обошел всю тундру, особенно те места, где в старину или в сравнительно недалеком прошлом саамы отправляли свои архаичные культы. В 1930 году по результатам экспедиций В.В. Чарнолуский опубликовал фундаментальный труд «Материалы по быту лопарей». В этом же году вышли его книги «Опыт определения кочевого состояния лопарей» и «Заметки о пастушестве и организации стад у лопарей».
По окончании работы в составе Кольской экспедиции Владимир Чарнолуский продолжил сбор материалов по этнографии и фольклору саамов в составе экспедиций Мурманской землеустроительной партии, Оленеводческого института ВАСХНИЛ, откуда в 1933 году перешел на работу во Всесоюзный арктический институт. Одной из его задач была разработка проблем, связанных с развитием хозяйства коренного населения Мурманского края. Ученый совершил экспедиции на Терский берег, организовал Обско-Тазовскую экспедицию для изучения промыслов русского и лопарского населения, подолгу работал в землеустроительных партиях. 
В 1935 году он передал в Российский этнографический музей уникальную коллекцию, состоящую из 253 фотоотпечатков и 233 негативов на стекле. С 1930 по 1937 год было опубликовано много научных и художественных работ Чарнолуского, посвящённых жизни саамов; был завершён роман «Оттар».  
Также Чарнолуский проделал большую работу по записи фольклора саамов, впервые собрав фрагменты одного из интереснейших фольклорных произведений саамов — мифа об олене-человеке Мяндаше, в котором отразились древнейшие тотемистические представления саамов, в частности, культ дикого северного оленя. «Дело это было нелегкое: саамы, по укоренившемуся поверью, считали за грех рассказывать посторонним людям свои легенды <...>. Приходилось преодолевать также немалые трудности по незнанию языка и его диалектов». Чарнолуский первым выделил в фольклоре саамов разные жанры: мифы, сказки различного содержания, сказы — рассказы о военных подвигах, предания о горах, озерах, бывальщины — краткие рассказы назидательного характера.
На 1937 и 1938 годы пришёлся пик репрессий по отношению к саамам и тех, кто был с ними связан. Саамы, в частности, обвинялись в сепаратизме — в желании создать собственное государство, которое в дальнейшем присоединится к Финляндии. В 1938 году был арестован и Чарнолуский. Он был осуждён по 58-й статье, почти 7 лет провёл в Каргопольлаге, затем работал в трудармии в Самарской области.
После освобождения поселился в городе Пушкино Московской области, где жил случайными заработками. К научной работе вернулся только после выхода на пенсию. В 1961 году совершил последнюю поездку в Мурманскую область, где собирал саамский фольклор. В 1962 году вышла из печати книга «Саамские сказки», которая имела большое научное значение.
Скончался Владимир Владимирович Чарнолуский 16 марта 1969 года. В последние годы его жизни и уже после его смерти вышло несколько его научных, детских и публицистических книг.
Сын — Владимир Владимирович Чарнолуский-младший (род.1922), участник Великой Отечественной войны, автор статьи об отце «По выбору души и волею судьбы. Вспоминая отца» (журнал «Северные просторы», 1994, № 5. — С.43–44).

## Память
С 2011 года в Мурманском государственном гуманитарном университете регулярно проводятся Чарнолуские чтения — международные научно-практические конференции, посвященные В.В. Чарнолускому и саамской культуре.

## Публикации
- Чарнолуский В. В. Заметки о пастьбе и организации стада у лопарей. // Кольский сборник Мат. комиссии экспедиционных исследований. — Л.: Вып. 23, 1930.
- Чарнолуский В. В. Материалы по быту лопарей. Опыт определения кочевого состояния лопарей Восточной части Кольского полуострова. (РГО, Карело-Мурманская Комиссия). — Л.: 1930. 176 с.
- Чарнолуский В. В. «Ящер» пермского звериного стиля // Труды Института этнографии. Т. 78. — М., 1962.
- Саамские сказки / Пер. с саамского; Запись, перевод, обработка, предисловие и примечания В. В. Чарнолуского; Художник Н. Костров. — М.: Художественная литература, 1962. — 304 с.
- Чарнолуский В. В. Легенда об олене-человеке. — М.: Наука, 1965. — 140 с. — (Научно-популярная серия АН СССР). — 33 000 экз.
- Чарнолуский В. В. О культе Мяндаша // Скандинавский сборник. — Таллин: Тартуский государственный университет. Вып. 11., 1966.
- Чарнолуский В. В. В краю Летучего камня: Записки этнографа / Отв. ред. и авт. послесл. и коммент. к.и.н. Т. В. Лукьянченко, Ю. Б. Симченко; Фотографии и рисунки В. В. Чарнолуского; Художник С. С. Верховский; Редактор карты Г. Н. Мальчевский. — М.: Мысль, 1972. — 272, [24] с. — 50 000 экз.